# Catagramma thamyras
Catagramma thamyras är en fjärilsart som beskrevs av Ménétriés 1857. Catagramma thamyras ingår i släktet Catagramma och familjen praktfjärilar. Inga underarter finns listade i Catalogue of Life.